# Miklóssy Margit
Miklóssy Margit, Miklósy Margit Franciska (Keszthely, 1877. június 9. – Kolozsvár, 1940. december 26.) színésznő, operettszubrett.

## Családja
Édesapja Miklósy Gyula, édesanyja Tettau Amália. Testvérei Miklósy Aladár, Miklósy Gábor és Miklósy Ilona.
1904. június 11-én Szegeden kötött házasságot Czakó Gyula színésszel.

## Pályafutása
Pályáját gyermekszínészként kezdte, 1893-ban Kömley Gyula társulatánál játszott Szatmáron. Ezt követően vándortársulatokban léppett fel naiva- és szubrettszerepekben. Igazgatói voltak: Halmay Imre, Komjáthy János, Bessenyei Miklós, Feld Zsigmond, Kövessy Albert, Peterdi Sándor, Tiszai Dezső. 1898 és 1903 között Kolozsváron játszott, majd két évig Janovics Jenőnél Szegeden. Férjével, Czakó Gyulával Kolozsvárra ment, majd 1906-ban Kecskeméten lépett fel Bihari Ákosnál, 1908-ban testvére, Miklósy Gábor társulatában játszott. Később Szalkai Lajoshoz került Székesfehérvárra, majd Almássy Endréhez Szegedre. 1916-ban tért vissza Kolozsvárra Janovics Jenőhöz. A társulat egyik neves művésze volt több évtizeden át. 1925 áprilisában ünnepelte harmincéves színészi jubileumát, Kádár Imre az erdélyi színészet legnagyobb komikájaként jellemezte. 1928-tól 1934-ig több alkalommal szerepelt Nagyváradon is.

## Fontosabb szerepei
- Mariska (Szigligeti Ede: Liliomfi)
- Jolán (Lehár Ferenc: Cigányszerelem)
- Bonivardné (Bisson: Válás után)
- Zsani néni (Móricz Zsigmond: Nem élhetek muzsikaszó nélkül)
- Zsivka (Nušič: A kegyelmes asszony)
- Christel (Strindberg: Júlia kisasszony)
- A bába (Klabund: A krétakör)
- Gonosz mostoha (Kacsoh Pongrác: János vitéz)
- Mári (Szent Péter esernyője)
- Bonivárné (Válás után)
- Nemzetes asszony (Obsitos)
- Szerémi grófné (Nagymama)
- Dajka (Romeo)